# El hombre elefante (película)
El hombre elefante (The Elephant Man) es una película britanoestadounidense de 1980 basada en la historia real de Joseph Merrick, llamado John Merrick en la película, un hombre gravemente deformado que vivió en Londres durante el siglo XIX. La película fue dirigida por David Lynch y protagonizada por John Hurt, Anthony Hopkins, Anne Bancroft, John Gielgud, Wendy Hiller, Michael Elphick, Hannah Gordon y Freddie Jones.
El guion fue adaptado por Lynch, Christopher De Vore, y Eric Bergren de los libros El Hombre Elefante y otras reminiscencias (1923) de Sir Frederick Treves y El Hombre Elefante: Un Estudio de la dignidad humana (1971) de Ashley Montagu. Se rodó en blanco y negro.
La película fue un éxito crítico y comercial, y tuvo ocho candidaturas a los premios de la Academia de 1981, incluyendo el otorgado a la mejor película.

## Argumento
El doctor Frederick Treves (Anthony Hopkins), un cirujano del Royal London Hospital, realiza una visita a un circo ambulante de época victoriana. La policía está cerrando una «parada de los monstruos» gestionada por el brutal Bytes (Freddie Jones), que expone de forma ilegal a John Merrick (John Hurt).
Merrick, encerrado en una jaula, esconde su deformidad bajo una manta vieja y sucia. Bytes declara que es un retrasado mental y lo mantiene encerrado en condiciones precarias. Treves, intrigado por «el fenómeno», consigue llegar hasta Bytes para ver el espectáculo a puerta cerrada, emocionandose con la visión. Convence a Bytes, pagando, para que le deje llevárselo al hospital. Allí, Treves, tras examinarlo en su consulta, presenta a Merrick a sus colegas en una sala de conferencias. Al regresar Merrick al circo, Bytes le pega tan severamente que el pequeño ayudante de Bytes (Dexter Fletcher), alerta a Treves de lo ocurrido. Bytes dice que se ha caído y el doctor decide llevárselo otra vez al hospital sin que nadie allí se entere.
Las enfermeras de hospital están horrorizadas por la apariencia de Merrick, por lo que Treves lo acomoda en una sala de aislamiento, bajo el cuidado estricto de una encargada, la señora Mothershead (Wendy Hiller). El Sr. Carr Gomm (John Gielgud), director del hospital, se resiste a dar albergue a Merrick (que hasta ahora ha mantenido silencio), ya que el hospital «no acepta a enfermos incurables». Por la noche, Merrick recibe la visita del vigilante nocturno (Michael Elphick), que lo atemoriza y planea sacarle partido. Por la mañana, Bytes acude al hospital para llevarse a Merrick, acusa a Treves de explotarlo igual que él pero Carr Gomm, que presencia la discusión, defiende a Treves y decide que es hora de conocer a Merrick. Para persuadir a Gomm, Treves le había enseñado a recitar algunas frases corteses. Gomm ve el engaño, pero al marcharse de la habitación, los hombres se sorprenden al escuchar a Merrick recitar el salmo 23 de la Biblia, afirmando haberlo aprendido leyendo cuando era joven. Impresionado por esta demostración de inteligencia, Gomm permite a Merrick quedarse.
Merrick, gradualmente se revela como una persona sofisticada, muy sensible e inteligente. Gomm organiza su estancia en el hospital y Merrick pasa sus días leyendo, dibujando y creando una maqueta de una catedral, visible parcialmente a través de su ventana. Un día por la tarde, Treves lo lleva a tomar el té a su casa, con su esposa Ann (Hannah Gordon). Merrick, abrumado por el cariño que recibe de sus anfitriones, les muestra su tesoro más preciado, una fotografía de su madre y expresa un pensamiento: «Yo debí ser una gran decepción para ella... ...si pudiera encontrarla y ella pudiera mirarme con amor, queridos amigos, aquí y ahora quizá me amaría tal como soy. Yo me he esforzado mucho por ser bueno». Más tarde, Merrick comienza a recibir visitas de la alta sociedad en su habitación, entre ellos, la célebre actriz Madge Kendal (Anne Bancroft). Se convierte en objeto de la curiosidad y la caridad de la alta sociedad. A medida que estas conexiones crecen y aumentan las visitas, la señora Mothershead se queja a Treves diciendo que está usando a Merrick como un atractivo «espectáculo de fenómenos», aunque sean de clase alta. Treves se angustia por esta idea y comienza a cuestionarse si ha hecho o no lo correcto. Mientras Merrick es tratado bien durante el día, el vigilante nocturno, en secreto, gana dinero permitiendo el acceso a personas ajenas al hospital para admirar al interno.
La junta de gobierno del hospital discute la decisión de mantener a Merrick indefinidamente, se considera la idea de negarle tal privilegio. Pero entonces la princesa de Gales, Alexandra, visita sorpresa a los miembros de la junta con un mensaje de la reina Victoria, agradeciendo que Merrick reciba atención permanente en el hospital. Sin embargo, Merrick es devuelto a su antigua vida cuando Bytes accede a su habitación en una de las «exhibiciones» del vigilante nocturno. Bytes secuestra a Merrick y lo lleva a la Europa continental, donde una vez más lo exhibe y lo somete a la crueldad y el abandono. Con la intervención del testigo sobre la crueldad y Treves, consumido por la culpa, toma medidas contra el vigilante nocturno ayudado por la señora Mothershead.
Merrick se escapa con la ayuda de sus compañeros del espectáculo y logra regresar a Londres. Al llegar, es acosado por un grupo de niños en la estación de Liverpool Street y derriba accidentalmente a una niña. Es perseguido por una multitud furiosa, le descubren la cabeza y lo acorralan, momento en el que grita a la multitud angustiosamente, antes de derrumbarse: «No, yo no soy ningún monstruo, no soy un animal, soy un ser humano, soy un hombre». Cuando la policía encuentra a Merrick lo devuelve al hospital donde regresa a su antigua habitación. Se recupera lentamente del incidente pero no así de su bronquitis crónica que empeora. Como regalo, la señora Kendal organiza en su honor un musical en el teatro. Al final del espectáculo, Merrick recibe una gran ovación. Esa noche, en el hospital, Merrick da las gracias a Treves por todo lo que ha hecho y acaba su maqueta de la catedral, firmándola con su nombre. Imitando a uno de sus dibujos en la pared, retira las almohadas que le han permitido dormir en posición vertical y se acuesta en su cama y muere. Un plano final va desde John Merrick, echado en su cama, hacia la cómoda donde está la Biblia y la foto de su madre, sigue la maqueta de la iglesia, y desde la iglesia, el plano llega a la ventana dando paso a un cielo estrellado. Unas palabras se oyen en boca de su propia madre, Mary Jane Merrick, citando un verso de «Nada morirá» del poeta Alfred Tennyson.

## Los hechos reales
Joseph Carey Merrick (Leicester, Inglaterra, 5 de agosto de 1862 - Londres, 11 de abril de 1890) también conocido como "El Hombre Elefante", se hizo famoso debido a las terribles malformaciones que padeció desde el año y medio de edad. Condenado a pasar la mayor parte de su vida trabajando en circos, solo encontró sosiego en sus últimos años de vida. A pesar de su desgraciada enfermedad, sobresalió por su carácter dulce y educado. La mayor parte de su vida se le tildó de no tener una inteligencia destacada, pero en sus postrimerías demostró que tenía una inteligencia superior a la media. Padeció síndrome de Proteus, del cual podría representar el caso más grave conocido hasta el momento.

## Producción
La película fue producida por Mel Brooks, que había quedado impresionado por la película Eraserhead de Lynch en una proyección privada. Brooks se aseguró de que su nombre no fuera utilizado en la comercialización y la promoción de la película porque no quería que los aficionados esperasen que la película fuera una comedia. Fue la segunda película de Lynch, y su primer estudio de cine.
El maquillaje de Hurt se hizo a partir de un molde del cuerpo de Merrick, que había sido conservado en el museo privado del Hospital Real de Londres. Lynch inicialmente trató de hacer la composición de sí mismo, pero los resultados no fueron los esperados. El maquillaje final fue diseñado por Christopher Tucker. Fue tan convincente que la Academia de las Artes y las Ciencias Cinematográficas (que se había negado a dar un premio especial al trabajo de Tucker en El hombre elefante), recibió un aluvión de quejas y se le pidió que creara una nueva categoría de Mejor Maquillaje para los Oscar.
Además de escribir y dirigir la película, Lynch se encargó de la dirección musical y diseño de sonido. En su descripción de los últimos momentos de la vida de Merrick, la película utiliza el "Adagio para cuerdas" de Samuel Barber.
El actor Frederick Treves, sobrino-nieto del cirujano, aparece en las secuencias de apertura como concejal tratando de cerrar el espectáculo de monstruos.

## Elenco
- Anthony Hopkins, como Frederick Treves
- John Hurt, como John Merrick
- Anne Bancroft, como la actriz Madge Kendal
- John Gielgud, como el director del hospital, Carr Gomm
- Wendy Hiller, como la enfermera Mothershead
- Freddie Jones, como Bytes
- Michael Elphick, como el vigilante nocturno
- Hannah Gordon, como la Sra. Treves
- Helen Ryan, como la princesa Alexandra
- John Standing, como Fox
- Dexter Fletcher, como el niño que acompaña a Bytes
- Lesley Dunlop, como Nora
- Phoebe Nicholls, como la madre de Merrick
- Nula Conwell, como la enfermera Kathleen
- Kathleen Byron, como Lady Waddington
- Gerald Case, como Lord Waddington

## Banda sonora
La banda sonora de la película fue compuesta y dirigida por John Morris y fue interpretada por la National Philharmonic Orchestra. En 1980, la compañía 20th Century Fox Records publicó en Estados Unidos la banda sonora original de la película en LP y en casete. La portada muestra a John Merrick con la máscara, sobre un fondo de humo, como se ve en el póster de cine de la película.
En 1994, el primer disco compacto (CD) con la música de la película fue realizado por la compañía Milan Records, especializada en música de películas y álbumes de bandas sonoras.

### Lista de canciones en LP para el primer lanzamiento en EE. UU.
Cara 1
1. The Elephant Man Theme - 3:46
2. Dr. Treves Visits the Freak Show and Elephant Man - 4:08
3. John Merrick and Psalm - 1:17
4. John Merrick and Mrs. Kendal - 2:03
5. The Nightmare - 4:39

Cara 2
1. Mrs. Kendal's Theater and Poetry Reading - 1:58
2. The Belgian Circus Episode - 3:00
3. Train Station - 1:35
4. Pantomime - 2:20
5. Adagio for Strings - 5:52
6. Recapitulation - 5:35

## Recepción
La cinta recibió de Rotten Tomatoes una calificación de 8.4 de 10 con una aprobación del 90 % basada en 42 revisiones. En el sitio, el consenso de los críticos dice: «El segundo largometraje relativamente directo de David Lynch encuentra una admirable síntesis de compasión y moderación en el tratamiento de su tema y presenta actuaciones sobresalientes de John Hurt y Anthony Hopkins». El crítico de cine Vincent Canby del New York Times escribió: «El señor Hurt es realmente notable. No es nada fácil actuar bajo una pesada máscara. La producción es hermosa, especialmente la fotografía en blanco y negro de Freddie Francis».
Un pequeño número de críticos fueron menos favorables. Roger Ebert dio 2 de 4 estrellas y escribió: «Seguí preguntándome qué estaba realmente tratando de decir la película sobre la condición humana reflejada por John Merrick, y seguí dibujando espacios en blanco. La filosofía de la película es tan superficial: (1) Guau, el hombre elefante parecía horrible y (2) caramba, ¿no es maravilloso cómo se mantuvo a pesar de todo? Esto último es a pesar de la posibilidad real de que la muerte de John Merrick a los veintisiete años haya sido un suicidio». En el libro The Spectacle of Deformity: Freak Shows and Modern British Culture la autora Nadja Durbach describió la obra como «mucho más mordaz y moralizante de lo que uno esperaría del destacado realizador surrealista posmoderno» y «desvergonzadamente sentimental».

## Premios
El hombre elefante fue candidata para ocho premios Óscar, empatando con Toro salvaje en la 53.ª edición de los premios de la Academia, incluyendo el Óscar a la mejor película, Óscar al mejor actor (John Hurt), Óscar a la mejor dirección artística (Stuart Craig, Robert Cartwright, Hugh Scaife), Óscar al mejor diseño de vestuario, Óscar a la mejor dirección, Óscar al mejor montaje, Óscar a la mejor banda sonora y Óscar al mejor guion adaptado, sin embargo, la película no ganó ninguno.
Ganó el premio BAFTA a la mejor película, así como otros dos premios BAFTA al mejor actor (John Hurt) y BAFTA al mejor diseño de producción y fue candidata a otros cuatro: al mejor director, al mejor guion, a la mejor fotografía y al mejor montaje.
La película está reconocida por el American Film Institute en estas listas:
- 2005: AFI's 100 años... 100 frases:
  - «no soy un animal, soy un ser humano, soy un hombre» - Candidata[12]

| Premio                                 | Categoría                   | Receptor(es)                                | Resultado |
| -------------------------------------- | --------------------------- | ------------------------------------------- | --------- |
| Premios Óscar                          | Mejor guion adaptado        | Christopher DeVore Eric Bergren David Lynch | Candidato |
| Premios Óscar                          | Mejor película              | El hombre elefante                          | Candidata |
| Premios Óscar                          | Mejor dirección             | David Lynch                                 | Candidato |
| Premios Óscar                          | Mejor actor                 | John Hurt                                   | Candidato |
| Premios Óscar                          | Mejor banda sonora          | John Morris                                 | Candidato |
| Premios Óscar                          | Mejor diseño de vestuario   | Patricia Norris                             | Candidata |
| Premios Óscar                          | Mejor dirección artística   | Stuart Craig Robert Cartwright Hugh Scaife  | Candidato |
| Premios Óscar                          | Mejor montaje               | Anne V. Coates                              | Candidata |
| Premios Globo de Oro                   | Mejor película - Drama      |                                             | Candidato |
| Premios Globo de Oro                   | Mejor actor - Drama         | John Hurt                                   | Candidato |
| Premios Globo de Oro                   | Mejor director              | David Lynch                                 | Candidato |
| Premios Globo de Oro                   | Mejor guion                 | Christopher De Vore Eric Bergren            | Candidato |
| Premios BAFTA                          | Mejor película              | Jonathan Sanger                             | Ganador   |
| Premios BAFTA                          | Mejor director              | David Lynch                                 | Candidato |
| Premios BAFTA                          | Mejor fotografía            | Freddie Francis                             | Candidato |
| Premios BAFTA                          | Mejor actor                 | John Hurt                                   | Ganador   |
| Premios BAFTA                          | Mejor montaje               | Anne V. Coates                              | Candidata |
| Premios BAFTA                          | Mejor diseño de producción  | Anne V. Coates                              | Candidata |
| Premios BAFTA                          | Mejor dirección de arte     | Stuart Craig Robert Cartwright Hugh Scaife  | Ganadores |
| Premios César                          | Mejor película extranjera   | David Lynch                                 | Ganador   |
| Festival de cine fantástico de Avoriaz | Galardón con el gran premio | El hombre elefante                          | Ganadora  |

## Estreno internacional
| Datos de estreno internacional | Datos de estreno internacional      | Datos de estreno internacional | Datos de estreno internacional                     |
| País                           | Título                              | Datos                          | Notas                                              |
| ------------------------------ | ----------------------------------- | ------------------------------ | -------------------------------------------------- |
| Estados Unidos                 | The Elephant Man                    | 3 de octubre de 1980           | Principalmente en Nueva York                       |
| Estados Unidos                 | The Elephant Man                    | 10 de octubre de 1980          | Limitado                                           |
| Brasil                         | O Homem Elefante                    | 22 de diciembre de 1980        | Limitado                                           |
| Argentina                      | El Hombre Elefante/The Elephant Man | 22 de diciembre de 1980        | Limitado y en cines de Buenos Aires.               |
| Francia                        | The Elephant Man                    | Enero de 1981                  | Festival de cine fantástico de Avoriaz             |
| Australia                      | The Elephant Man                    | 15 de enero de 1981            | Limitado inicialmente en Sídney                    |
| Países Bajos                   | The Elephant Man                    | 15 de enero de 1981            | Limitado                                           |
| Finlandia                      | Elefanttimies                       | 23 de enero de 1981            | Limitado                                           |
| Alemania                       | Der Elefantenmensch                 | 13 de febrero de 1981          | Limitado                                           |
| Suecia                         | Elefantmannen                       | 23 de febrero de 1981          | Limitado                                           |
| Italia                         | The Elephant Man                    | 6 de marzo de 1981             | Limitado                                           |
| Francia                        | The Elephant Man                    | 8 de abril de 1981             | Limitado                                           |
| Japón                          | The Elephant Man                    | 9 de mayo de 1981              | Limitado                                           |
| Hong Kong                      | The Elephant Man                    | 15 de octubre de 1981          | Limitado desde Hong Kong y más tarde en China      |
| Filipina                       | The Elephant Man                    | 23 de junio de 1984            | Solamente en Dávao                                 |
| Hungría                        | The Elephant Man                    | 19 de diciembre de 1985        | Limitado                                           |
| República Checa                | The Elephant Man                    | 15 de junio de 2004            | Limitado                                           |
| Japón                          | The Elephant Man                    | 20 de noviembre de 2004        | Distribución cinematográfica en Tokio              |
| Estados Unidos                 | The Elephant Man                    | 1 de julio de 2007             | Proyectado nuevamente en Los Angeles Film Festival |